# Коринтски залив
Коринтски залив (грч. Κορινθιακός Κόλπος) је залив и део источног Јонског мора у оквиру државе Грчке. Залив је добио име по највећој луци у заливу, граду Коринту. На западу залив се преко теснаца Рио повезује на Патраски залив. На истоку се залив завршавао код древног града Коринта, а ту је у 19. веку прокопан Коринтски канал. Област Коринтског залива је једна од најтруснијих у целој Европи.
Залив је дугачак 130 km, широк 8-32 km, а највећа дубина је 935 m. Северну обалу чини тешко приступачна и стрма обала Средишње Грчке, а јужну приступачнија обала Пелопонеза. Данас су обе обале повезане новим велелепним мостом Рио-Антирио на теснацу Рио, једним од највећих мостова Европе.
На обали залива налази се значајан грчки град и лука Коринт на крајњем истоку залива. Други значајни градови су Нафпакос и Итеа на северној обали и Кијато и Егион на јужној. Постоје и многе мање луке са бројним рибарским бродовима, пошто је залив богат рибом.
На обале Коринтског залива излазе следеће грчке префектуре (окрузи):
- Етолија-Акарнија на северозападу
- Фокида на северу
- Беотија на североистоку
- Атика на истоку
- Коринт на југу
- Ахаја на југозападу

## Историја
Коринтски залив је био познат у историји по неколико догађаја:
- Прва Лепатска битка - 1499-1500. г.
- Друга Лепатска битка - 1571. г.

Лепанто је стари назив за град Нафпакос